# Atractus paraguayensis
Espèce
Atractus paraguayensis est une espèce de serpents de la famille des Dipsadidae.

## Répartition
Cette espèce se rencontre :
- au Paraguay ;
- au Brésil dans les États du Rio Grande do Sul, au Santa Catarina et au Paraná ;
- en Argentine dans les provinces de Corrientes et d'Entre Ríos.

## Étymologie
Son nom d'espèce, composé de paraguay et du suffixe latin -ensis, « qui vit dans, qui habite », lui a été donné en référence au lieu de sa découverte.

## Publication originale
- Werner, 1924 : Neue oder wenig bekannte Schlangen aus dem Naturhistorischen Staatsmuseum in Wien. l. Teil. Sitzungsberichte der Kaiserliche Akademie der Wissenschaften in Wien, vol. 133, p. 29-56.